# Bothriochloa pertusa
Bothriochloa pertusa är en gräsart som först beskrevs av Carl von Linné, och fick sitt nu gällande namn av Aimée Antoinette Camus. Enligt Catalogue of Life ingår Bothriochloa pertusa i släktet Bothriochloa och familjen gräs, men enligt Dyntaxa är tillhörigheten istället släktet Bothriochloa och familjen gräs. Arten förekommer tillfälligt i Sverige, men reproducerar sig inte. Inga underarter finns listade i Catalogue of Life.

## Bildgalleri

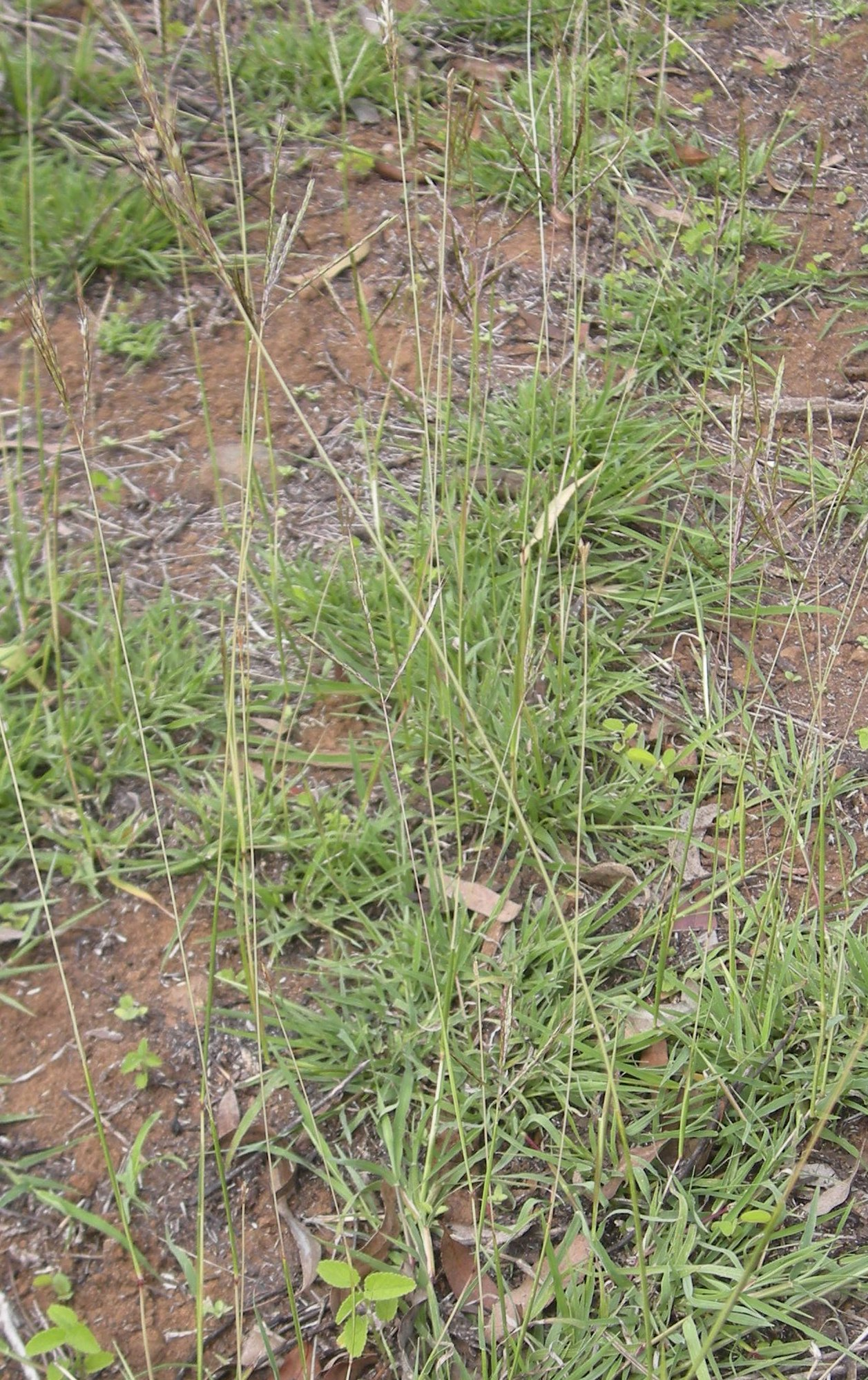
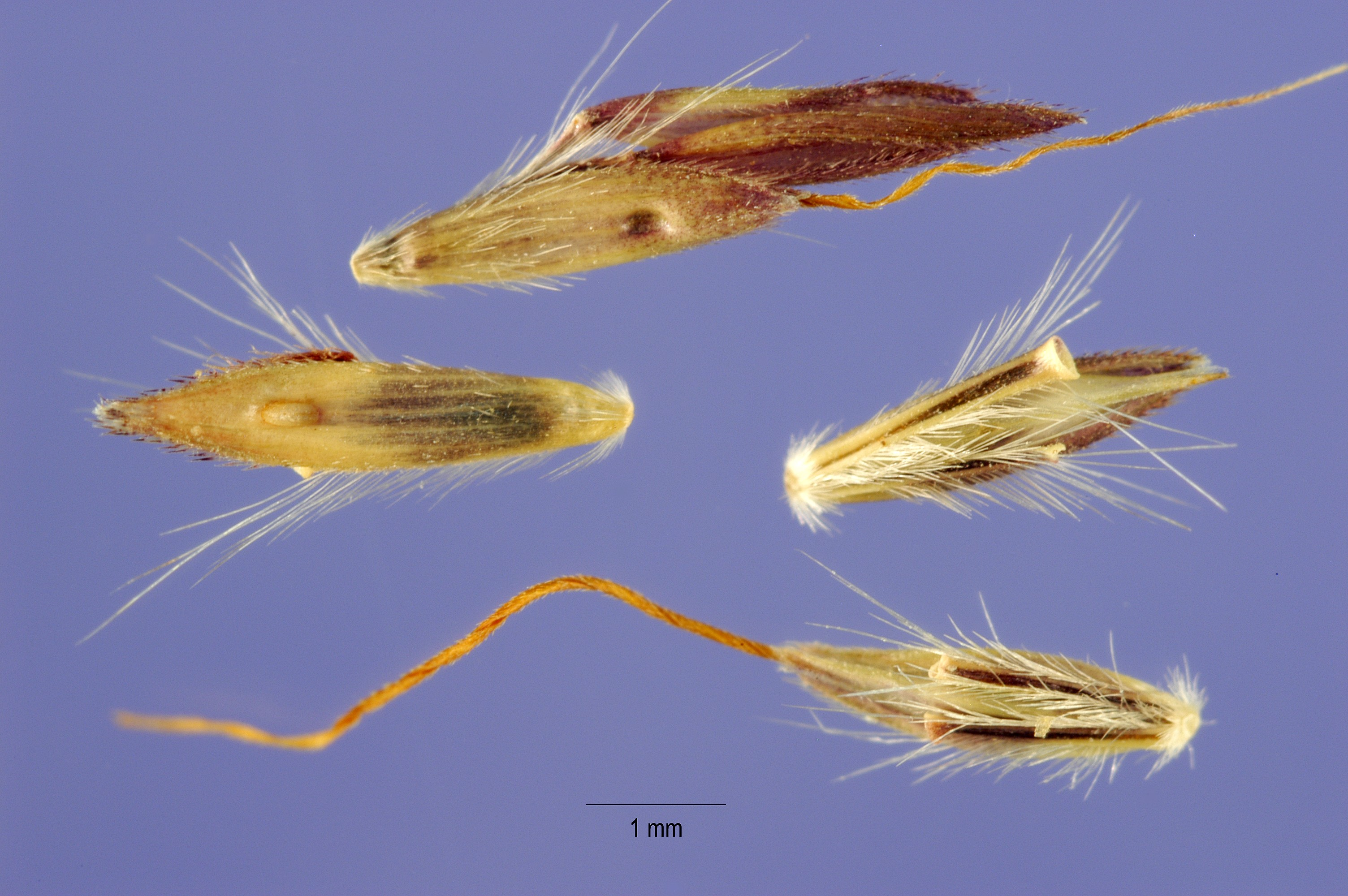
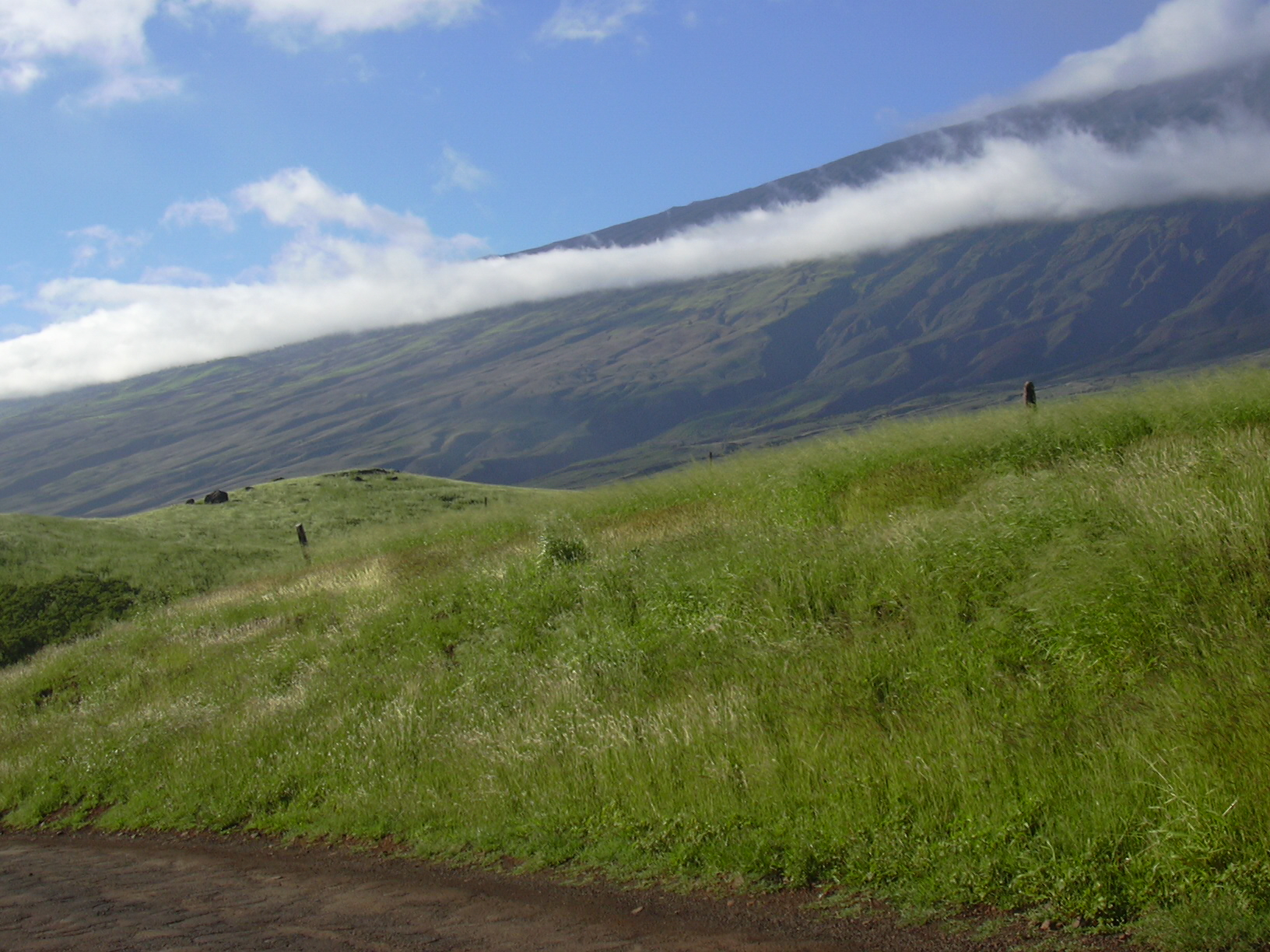
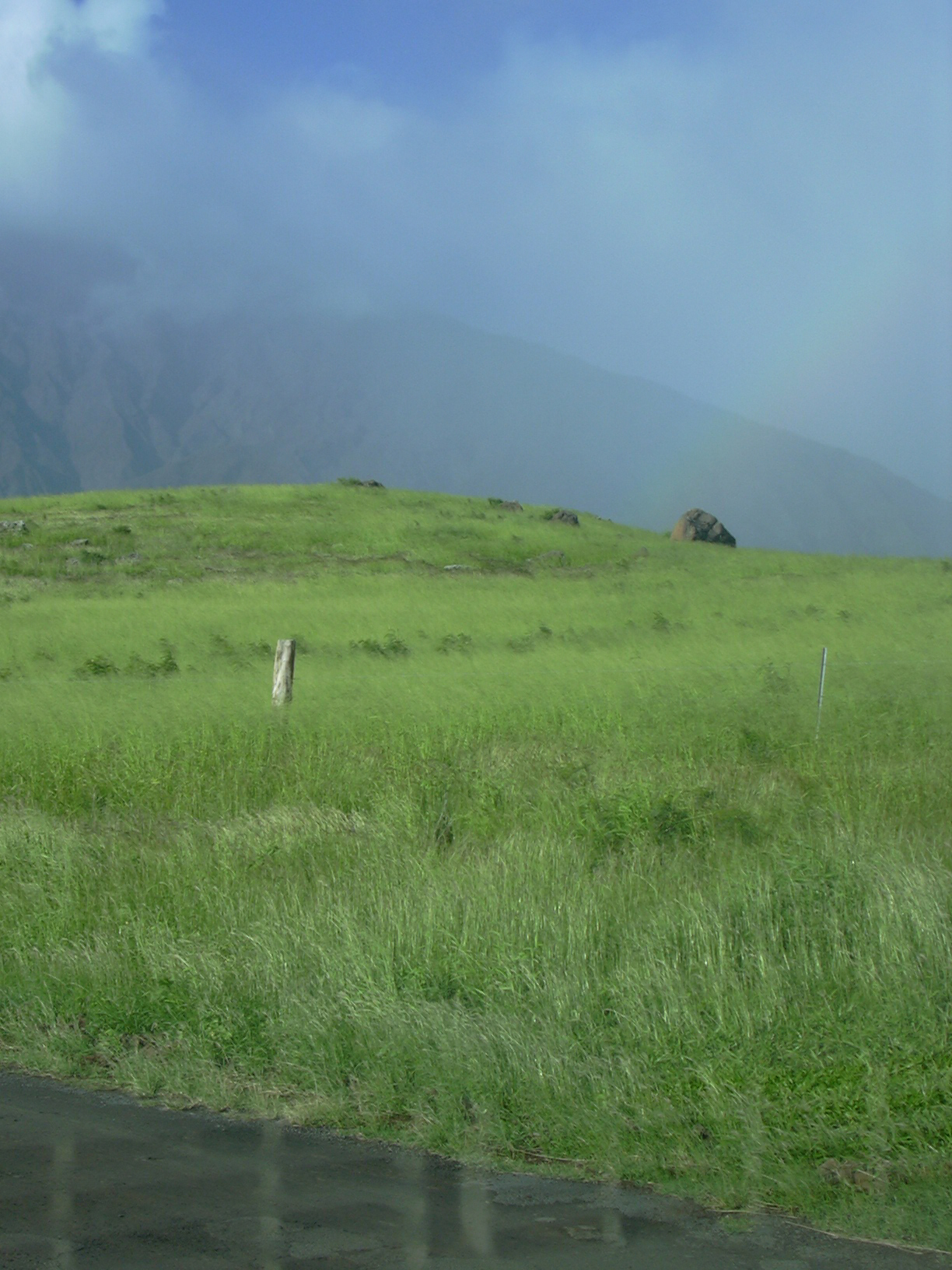